# Логарифмическая бумага

Логарифмическая бумага с числовыми координатами от (1; 1) до (100; 100)

Логарифми́ческая бума́га — разновидность масштабно-координатной бумаги, на которой координатная сетка построена в логарифмическом масштабе. Обычно изготовляется типографским способом. Также используется полулогарифмическая бумага, на которой вдоль одной оси отложена равномерная шкала, по другой — логарифмическая.
Логарифмическая и полулогарифмическая бумаги применяются для построения графиков функций, которые в логарифмическом масштабе принимают более простой вид (в некоторых случаях — прямая). Они удобны для графического представления данных, изменяющихся в очень большом диапазоне значений (на несколько порядков). Естественно, аргумент и (или) функция, отложенные по логарифмической шкале, должны принимать только положительные значения.

Графики степенных функций в логарифмическом масштабе

На логарифмической бумаге графики степенных функций типа {\displaystyle y=ax^{b}} имеют вид прямых, поскольку путём логарифмирования степенная зависимость приводится к линейной: {\displaystyle \mathrm {lg} \,y=\mathrm {lg} \,a+b\,\mathrm {lg} \,x}. Наклон прямой (угловой коэффициент) определяется показателем степени b. При {\displaystyle b>0} эта функция возрастающая, а при {\displaystyle b<0} убывающая; при {\displaystyle b=0} прямая горизонтальна, {\displaystyle y=a}. Точка пересечения прямой с осью ординат определяется коэффициентом a. В частности, при {\displaystyle a=1} графики {\displaystyle y=x^{b}} представляют собою прямые, проходящие через начало координат: {\displaystyle \mathrm {lg} \,y=b\,\mathrm {lg} \,x}.
На полулогарифмической бумаге с логарифмической шкалой по оси абсцисс вид прямых имеют графики логарифмических функций {\displaystyle y=\log _{b}(ax)}. Угловой коэффициент прямой определяется основанием логарифма b, функция возрастает в случае {\displaystyle b>1} и убывает при {\displaystyle 0<b<1}. Точка пересечения прямой с осью ординат определяется коэффициентом a. Через начало координат проходят прямые {\displaystyle y=\log _{b}x}.
На полулогарифмической бумаге с логарифмической шкалой по оси ординат вид прямых имеют графики показательных функций {\displaystyle y=ab^{x}}. Экспоненциальная зависимость сводится к линейной путём логарифмирования: {\displaystyle \mathrm {lg} \,y=\mathrm {lg} \,a+x\,\mathrm {lg} \,b}. Угловой коэффициент прямой определяется основанием степени b, функция возрастает в случае {\displaystyle b>1} и убывает при {\displaystyle 0<b<1}; при {\displaystyle b=1} прямая горизонтальна, {\displaystyle y=a}.
Точка пересечения прямой с осью ординат определяется коэффициентом a. При {\displaystyle a=1} прямая проходит через начало координат: {\displaystyle y=b^{x}\Rightarrow \mathrm {lg} \,y=x\,\mathrm {lg} \,b}.

## Недостатки
На неразрывной логарифмической оси невозможно отобразить нулевую координату.